# Milk
Milk je rijeka na jugu Kanade i sjeveru Sjedinjenih Američkih Država, velika pritoka rijeke Missouri duga 1 006 km.
Rijeka je svoje ime - Milk (Mliječna) dobila zbog bjeličaste boje svojih voda, a one su takve zbog velikih količina mulja i gline koja rijeka ispire na svom izvorištu u Alberti.

## Zemljopisne karakteristike
Milk se stvara na jugu Alberte u Kanadi gdje se spajaju dva manja vodotoka koji izviru na obroncima Stjenovitih planina na sjeverozapadu Montane.

Od izvora teče prema istoku nekih 160 km, zatim naglo zavija prema jugozapadu i vraća se kod svojih izvora u Montani. Odatle teče prema istoku preko čitave Montane sve do svog ušća u rijeku Missouri 8 km nizvodno od brane i akumulacijskog jezera - Fort Peck u Montani.

Milk sa svojim pritokama ima slijev velik oko 54 240 km², koji se proteže od kanadske Alberte do američke Montane. 

Na rijeci je 1939. izgrađena brana Fresno s akumulacionim jezerom, radi navodnjavanja i regulacije vodotoka i rekreacije, kod grada Havre. 

## Povezane stranice
- Rijeka Missouri
- Rijeka Mississippi
- Popis najdužih rijeka na svijetu

## Vanjske poveznice
- Milk River na portalu Encyclopædia Britannica (engl.)